# Elecciones municipales de 2023 en Pinto
Las elecciones municipales de 2023 se celebraron en Pinto el domingo 28 de mayo, de acuerdo con el Real Decreto de convocatoria de elecciones locales en España dispuesto el 3 de abril de 2023 y publicado en el Boletín Oficial del Estado el día 4 de abril. Se eligieron los 25 concejales del pleno del Ayuntamiento de Pinto, a través de un sistema proporcional (método d'Hondt), con listas cerradas y un umbral electoral del 5 %.

## Candidaturas
En abril de 2023 se publicaron 7 candidaturas, el PSOE con Juan Diego Ortiz en cabeza, el PP con Salomón Aguado a la cabeza; la coalición de Unidas Pinto-Podemos encabezada por Carlos Mario Gutiérrez; Ciudadanos con Félix Méndez Fernández a la cabeza; el partido Vox con Miguel Ángel Maldonado a la cabeza y el nuevo partido municipalista Pinto Avanza con Fernando de Asís González a la cabeza.

## Resultados
Tras las elecciones, el PP se proclamó ganador con 9 escaños, dos más que en la anterior legislatura, el PSOE perdió un escaño hasta 8; Más Madrid consiguió entrar en el consistorio con 2 concejales al igual que el partido municipalista, Pinto Avanza. Por su parte, Vox se colocó como quinta fuerza con 2 concejales, uno más que en la anterior legislatura y la coalición de Unidas Pinto-Podemos resultó la gran vencida ya que de 5 escaños pasó a solo 2 escaños. Por su parte, Ciudadanos desapareció del hemiciclo, perdiendo sus tres concejales.
| Candidatura     | Candidatura                              | Votos  | %                                       | Escaños                                 |
| --------------- | ---------------------------------------- | ------ | --------------------------------------- | --------------------------------------- |
|                 | Partido Popular (PP)                     | 8642   | 32,00                                   | 9                                       |
|                 | Partido Socialista Obrero Español (PSOE) | 8429   | 31,22                                   | 8                                       |
|                 | Más Madrid                               | 2584   | 9,57                                    | 2                                       |
|                 | Pinto Avanza                             | 2560   | 9,48                                    | 2                                       |
|                 | Vox                                      | 2241   | 8,30                                    | 2                                       |
|                 | Unidas (Ganemos) Pinto-Podemos           | 1899   | 7,03                                    | 2                                       |
|                 |                                          |        |                                         |                                         |
|                 | Ciudadanos-Partido de la Ciudadanía      | 319    | 1,18                                    | 0                                       |
| Votos en blanco | Votos en blanco                          | 324    | 1,2                                     | n/a                                     |
| Votos válidos   | Votos válidos                            | 25.005 | 100,00                                  | 25                                      |
| Votos nulos     | Votos nulos                              | 372    | Participación: · \| \| 70.07 % \| 1,76% | Participación: · \| \| 70.07 % \| 1,76% |
| Votantes        | Votantes                                 | 26.674 | Participación: · \| \| 70.07 % \| 1,76% | Participación: · \| \| 70.07 % \| 1,76% |
| Electores       | Electores                                | 39.057 | Participación: · \| \| 70.07 % \| 1,76% | Participación: · \| \| 70.07 % \| 1,76% |
|                 | 70.07 %                                  |        |                                         |                                         |

## Concejales electos
| N.º | Nombre                               | Lista | Lista        |
| --- | ------------------------------------ | ----- | ------------ |
| 1   | Salomón Aguado Manzanares            |       | PP           |
| 2   | Juan Diego Ortiz González            |       | PSOE         |
| 3   | Francisco José Pérez García          |       | PP           |
| 4   | María Dolores Rodríguez Morcillo     |       | PSOE         |
| 5   | María Jesús Castro García de Paredes |       | PP           |
| 6   | Federico Sánchez Pérez               |       | PSOE         |
| 7   | María Elena Ancos Franco             |       | Más Madrid   |
| 8   | Fernando Asís González Jaen          |       | Pinto Avanza |
| 9   | Miguel Ángel Maldonado Caballero     |       | Vox          |
| 10  | Juan Guillermo Padilla Jiménez       |       | PP           |
| 11  | Antonia Soguero Fernández            |       | PSOE         |
| 12  | Carlos Mario Gutiérrez González      |       | UP-Podemos   |
| 13  | Verónica Castellano Santiago         |       | PP           |
| 14  | Guillermo Portero Ruiz               |       | PSOE         |
| 15  | David de Pedro Martín                |       | PP           |
| 16  | Susana Morales Porro                 |       | PSOE         |
| 17  | Mario del Río Nebreda                |       | Más Madrid   |
| 18  | Isabel Villajos Marín                |       | Pinto Avanza |
| 19  | Víctor Alonso Miranda                |       | PP           |
| 20  | Alejandro Robles Puertas             |       | PSOE         |
| 21  | Sarabel Lara González                |       | Vox          |
| 22  | Mario Gutiérrez Infantes             |       | PP           |
| 23  | Esther Fernández Moncayo             |       | PSOE         |
| 24  | María Jesús Pérez Campo              |       | PP           |
| 25  | Isaac López Sánchez                  |       | UP-Podemos   |